# Geostiba manca
Geostiba manca – gatunek chrząszcza z rodziny kusakowatych i podrodziny rydzenic.
Gatunek ten opisany został po raz pierwszy w 2018 roku przez Volkera Assinga na łamach „Linzer biologische Beiträge”. Jako lokalizację typową wskazano południowe okolice Sairme w gruzińskiej Imeretii. Epitet gatunkowy oznacza po łacinie „niekompletna” i odnosi się do braku guzków na siódmym tergicie samca.
Chrząszcz o wydłużonym ciele długości od 2,3 do 2,9 mm. Głowa jest ruda do ciemnobrązowej z czułkami rudymi, z wyjątkiem dwóch lub trzech ich nasadowych członów, które to są rudożółte. Powierzchnia jej ma rzeźbę w postaci bardzo drobnego punktowania i płytkiego mikrosiateczkowania. Oczy są zbudowane z od 10 do 15 fasetek. Przedplecze jest nieco szersze niż długie i nieco szersze od głowy, ubarwione i rzeźbione jak ona. Pokrywy także mają barwę głowy, ale są od niej wyraźniej punktowane. Skrzydła tylne całkowicie zanikły. Odnóża mają żółte ubarwienie. Odwłok jest rudy do czarniawego, często z przyciemnieniem w przedniej części szóstego segmentu. Tergit szósty pozbawiony jest modyfikacji. Ósmy tergit ma u samca tylną krawędź słabo, a u samicy zwyczajnie wypukłą.
Gatunek palearktyczny, znany wyłącznie z Imeretii, przypuszczalnie endemiczny dla Małego Kaukazu. Spotykany na rzędnych od 1420 do 1930 m n.p.m. Zamieszkuje lasy liściaste i mieszane. Bytuje w ściółce i gnijących szczątkach organicznych.